# Liste der Straßen, Plätze und Brücken in Hamburg-Rotherbaum

Lage von Rotherbaum in Hamburg und im Bezirk Eimsbüttel (hellrot)

Die Liste der Straßen, Plätze und Brücken in Hamburg-Rotherbaum ist eine Übersicht der im Hamburger Stadtteil Rotherbaum vorhandenen Straßen, Plätze und Brücken. Sie ist Teil der Liste der Verkehrsflächen in Hamburg.

## Überblick
In Rotherbaum (Ortsteilnummern 311 und 312) leben 17292 Einwohner (Stand: 31. Dezember 2023) auf 3,0 km². Rotherbaum liegt in den Postleitzahlenbereichen 20144, 20146, 20148, 20149 und 20354.
In Rotherbaum gibt es 74 benannte Verkehrsflächen, darunter drei Brücken, neun Plätze und einen Park.

## Übersicht der Straßen
Die nachfolgende Tabelle gibt eine Übersicht über alle benannten Verkehrsflächen im Stadtteil sowie einige dazugehörige Informationen. Im Einzelnen sind dies:
- Name/Lage: aktuelle Bezeichnung der Straße. Über den Link (Lage) kann die Straße auf verschiedenen Kartendiensten angezeigt werden. Die Geoposition gibt dabei ungefähr die Mitte an. Bei längeren Straßen, die durch zwei oder mehr Stadtteile führen, kann es daher sein, dass die Koordinate in einem anderen Stadtteil liegt.
- Straßenschlüssel: amtlicher Straßenschlüssel, bestehend aus einem Buchstaben (Anfangsbuchstabe der Straße) und einer dreistelligen Nummer.
- Länge/Maße in Metern:
Hinweis: Die in der Übersicht enthaltenen Längenangaben sind nach mathematischen Regeln auf- oder abgerundete Übersichtswerte, die im Digitalen Atlas Nord[1] mit dem dortigen Maßstab ermittelt wurden. Sie dienen eher Vergleichszwecken und werden, sofern amtliche Werte bekannt sind, ausgetauscht und gesondert gekennzeichnet.
Bei Plätzen sind die Maße in der Form a × b bei rechteckigen Anlagen oder a × b × c bei dreiecksförmigen Anlagen mit a als längster Kante dargestellt.
Der Zusatz (im Stadtteil) gibt an, wie lang die Straße innerhalb des Stadtteils ist, sofern sie durch mehrere Stadtteile verläuft.
- Namensherkunft: Ursprung oder Bezug des Namens.
- Datum der Benennung: Jahr der offiziellen Benennung oder der Ersterwähnung eines Namens, bei Unsicherheiten auch die Angabe eines Zeitraums.
- Anmerkungen: Weitere Informationen bezüglich anliegender Institutionen, der Geschichte der Straße, historischer Bezeichnungen, Baudenkmale usw.
- Bild: Foto der Straße oder eines anliegenden Objektes.

| Name/Lage                               | Straßen- schlüssel | Länge/Maße (in Metern) | Namensherkunft | Datum der Benennung            | Anmerkungen | Bild                                                  |
| --------------------------------------- | ------------------ | ---------------------- | --- | ------------------------------ | --- | ----------------------------------------------------- |
| Allende-Platz (Lage)                    | A626               | 0070 × 30              | Salvador Allende (1908–1973), chilenischer Politiker                                                                                    | 1983                           | | Allende-Platz                                         |
| Alsterchaussee (Lage)                   | A095               | 0360                   | nach der Bestimmung zur Alster führend                                                                                                  | 1860                           | nördliche Straßenhälfte in Harvestehude | Alsterchaussee                                        |
| Alsterglacis (Lage)                     | A103               | 0300                   | nach den 1620 entstandenen Befestigungsanlagen nahe der Alster                                                                          | 1856                           | | Alsterglacis                                          |
| Alsterterrasse (Lage)                   | A115               | 0330                   | nach dem Verlauf zur Alster führend | um 1845                        | | Alsterterrasse, Blick in Richtung Außenalster         |
| Alsterufer (Lage)                       | A118               | 1110                   | nach dem Verlauf am Westufer der Außenalster                                                                                            | 1865                           | Das Amerikanische Generalkonsulat hat am Alsterufer 27/28 seinen Sitz. | Alsterufer                                            |
| Alte Rabenstraße (Lage)                 | A129               | 0350                   | nach einem ehemaligen Wirtshaus „Die Rabe“                                                                                              | 1858                           | | Alte Rabenstraße                                      |
| An der Verbindungsbahn (Lage)           | A420               | 0315                   | nach der Lage parallel zur Hamburg-Altonaer Verbindungsbahn für Fern- und S-Bahn zwischen den Bahnhöfen Dammtor und Sternschanze        | 1870                           | | An der Verbindungsbahn                                |
| Anna-Politkowskaja-Platz (Lage)         | A                  | 0020 x 20              | Anna Stepanowna Politkowskaja (1958–2006), Reporterin, Autorin und Menschenrechtsaktivistin                                             | 2024                           | Es handelt sich bei dem Platz um die Kreuzung Binderstraße/Feldbrunnenstraße. | Anna-Politkowskaja-Platz                              |
| Arie-Goral-Platz (Lage)                 | A                  | 0025 x 20              | Arie Goral (1909–1996), Maler und Publizist                                                                                             | 2019                           | Hier münden die Rutschbahn und die Hartungstraße in den Grindelhof. | Arie-Goral-Platz                                      |
| Badestraße (Lage)                       | B017               | 0390                   | nach dem Grundeigner Johannes Bade | 1858                           | | Badestraße                                            |
| Beim Schlump (Lage)                     | B221               | 0775                   | Herkunft ungeklärt, 1752 erstmals als „Up dem Schlump“ erwähnt                                                                          | 1858                           | nur östliche Straßenhälfte in Rotherbaum, westliche Hälfte zwischen Grindelallee und Bogenstraße in Harvestehude, zwischen Bogenstraße und Kreuzung Schäferkampsallee/Schröderstiftstraße/Kleiner Schäferkamp in Eimsbüttel | Beim Schlump                                          |
| Bei St. Johannis (Lage)                 | B192               | 0140                   | nach der Lage an der St.-Johannis-Kirche                                                                                                | 1882                           | | Bei St. Johannis                                      |
| Bieberstraße (Lage)                     | B307               | 0130                   | Johann Bieber (1799–1856), Oberspritzenmeister                                                                                          | 1893                           | Besondere Verdienste erwarb sich Bieber anlässlich des Hamburger Brandes im Mai 1842. | Bieberstraße                                          |
| Binderstraße (Lage)                     | B348               | 0545                   | Nicolaus Binder (1785–1865), Senator und Bürgermeister                                                                                  | 1892                           | | Binderstraße                                          |
| Böhmersweg (Lage)                       | B436               | 0230                   | Jacob Hinrich Böhmer (1778–1848), Grundeigentümer                                                                                       | 1858                           | | Böhmersweg                                            |
| Bornstraße (Lage)                       | B502               | 0250                   | nach einer von Bürgermeister Hieronymus Vogeler entdeckten Quelle am Grindelhof                                                         | 1874                           | | Bornstraße                                            |
| Böttgerstraße (Lage)                    | B452               | 0160                   | Elias Heinrich Böttger (1766–1847), Geschäftsführer des Oberalten Johann Hinrich Böckmann                                               | 1860                           | | Böttgerstraße                                         |
| Brockmannsweg (Lage)                    | B608               | 0090                   | Joachim Brockmann (1800–1858), Zimmermann und Grundeigentümer                                                                           | 1861                           | | Brockmannsweg                                         |
| Brodersweg (Lage)                       | B610               | 0155                   | Matthias Broders (1804–1888), Grundeigentümer                                                                                           | 1867                           | | Brodersweg                                            |
| Bundesstraße (Lage)                     | B707               | 0920 (im Stadtteil)    | zur Erinnerung an den 1866 gegründeten Norddeutschen Bund                                                                               | 1870                           | westlich der Straße Beim Schlump in Eimsbüttel | Bundesstraße                                          |
| Bundesweg (Lage)                        | B708               | 0040                   | in Anlehnung an die Bundesstraße | 1926                           | | Bundesweg                                             |
| Dillstraße (Lage)                       | D112               | 0230                   | Theodor Dill (1797–1885), Unternehmer und Mitglied der Hamburgischen Bürgerschaft                                                       | 1890                           | | Dillstraße                                            |
| Durchschnitt (Lage)                     | D232               | 0270                   | nach einer technischen Bezeichnung für einen durch ein Befestigungssystem geschützten Wegdurchlass                                      | 1858                           | | Durchschnitt                                          |
| Edmund-Siemers-Allee (Lage)             | E027               | 0420                   | Edmund Siemers (1840–1918), Kaufmann und Reeder                                                                                         | 1907                           | | Edmund-Siemers-Allee                                  |
| Fährdamm (Lage)                         | F005               | 0200                   | nach der Funktion zum Fähranleger führend                                                                                               | 1948                           | nördliche Straßenhälfte in Harvestehude | Fährdamm                                              |
| Feldbrunnenstraße (Lage)                | F058               | 0635                   | nach einem hier gelegenen Feldbrunnen                                                                                                   | 1871                           | | Feldbrunnenstraße                                     |
| Fontenay (Lage)                         | F181               | 0420                   | John Fontenay (um 1770–1835), Schiffsmakler, Reeder und Kaufmann                                                                        | um 1820                        | | Fontenay (Rotherbaum)                                 |
| Fontenay-Allee (Lage)                   | F182               | 0165                   | in Anlehnung an die Straße Fontenay | 1820                           | Fußweg | Fontenay-Allee                                        |
| Fröbelstraße (Lage)                     | F252               | 0035                   | Friedrich Fröbel (1782–1852), Pädagoge                                                                                                  | 1892                           | | Fröbelstraße                                          |
| Grindelallee (Lage)                     | G240               | 1020                   | nach dem Begriff „Grindel“ für „Wald“                                                                                                   | 1858                           | | Grindelallee                                          |
| Grindelhof (Lage)                       | G242               | 0545                   | nach dem Begriff „Grindel“ für „Wald“ und dem hier gelegenen Hof des Klosters St. Johannis                                              | 1858                           | | Grindelhof                                            |
| Grindelweg (Lage)                       | G243               | 0125                   | in Anlehnung an die Grindelallee | 1882                           | | Grindelweg                                            |
| Hallerplatz (Lage)                      | H063               | 0145                   | in Anlehnung an die Hallerstraße | 1899                           | Kein Platz im eigentlichen Sinne, sondern ein Straßenzug zwischen Hallerstraße und Hermann-Behn-Weg. | Hallerplatz                                           |
| Hallerstraße (Lage)                     | H064               | 1020                   | Nicolaus Ferdinand Haller (1805–1876), Jurist, Senator und Hamburger Bürgermeister                                                      | 1868                           | 1938 bis 1945: Ostmarkstraße; nördliche Straßenhälfte in Harvestehude | Hallerstraße                                          |
| Hartungstraße (Lage)                    | H152               | 0235                   | Caspar Hartung (1795–1863), Senator und Amtmann in Ritzebüttel                                                                          | 1892                           | | Hartungstraße                                         |
| Harvestehuder Weg (Lage)                | H157               | 0670 (im Stadtteil)    | Hamburger Stadtteil Harvestehude | 1858                           | nördlich der Hallerstraße in Harvestehude | Harvestehuder Weg (Rotherbaum)                        |
| Heimhuder Straße (Lage)                 | H278               | 0835                   | nach dem ehemaligen Dorf Heimchude | 1871                           | | Heimhuder Straße                                      |
| Heimweg (Lage)                          | H282               | 0165                   | in Anlehnung an die Heimhuder Straße | 1884                           | | Heimweg                                               |
| Heinrich-Barth-Straße (Lage)            | H291               | 0340                   | Heinrich Barth (1821–1865), Afrikaforscher                                                                                              | 1899                           | | Heinrich-Barth-Straße                                 |
| Hermann-Behn-Weg (Lage)                 | H366               | 0200                   | Hermann Ludwig Behn (1820–1901), Senatssyndikus                                                                                         | 1948                           | | Hermann-Behn-Weg                                      |
| Johnsallee (Lage)                       | J070               | 0615                   | Eduard Johns (1803–1885), Kaufmann und Senator                                                                                          | 1868                           | Die Straße wurde aus Anlass des Ausscheidens Johns’ aus dem Senat benannt. | Johnsallee                                            |
| Joseph-Carlebach-Platz (Lage)           | J145               | 0060 × 45              | Joseph Carlebach (1883–1942), Rabbiner, Naturwissenschaftler und Schriftsteller, Opfer des Nationalsozialismus                          | 1989                           | | Joseph-Carlebach-Platz                                |
| Kennedybrücke (Lage)                    | K133               | 0230 (im Stadtteil)    | John F. Kennedy, ursprünglich erbaut als Neue Lombardsbrücke                                                                            | 1963                           | östlicher Teil in St. Georg; der Name bezeichnet auch die Zufahrten zur Brücke und nicht nur das Brückenbauwerk an sich | Kennedybrücke (Hamburg)                               |
| Klein Fontenay (Lage)                   | K224               | 0115                   | in Anlehnung an die Straße Fontenay | 1. Hälfte des 19. Jahrhunderts | | Klein Fontenay                                        |
| Laufgraben (Lage)                       | L086               | 0235                   | nach den Laufgräben anlässlich der Belagerung durch dänische Truppen 1686                                                               | 1870                           | | Laufgraben                                            |
| Lombardsbrücke (Lage)                   | L243               | 0240 (im Stadtteil)    | nach einem als Lombard bezeichneten Pfandleihhaus, das sich seit 1651 beim nördlichen Ende der Brücke befand und 1828 abgebrochen wurde | 1894                           | westlicher Teil in Hamburg-Neustadt und Rotherbaum, südliche Seite des östlichen Teils in Hamburg-Altstadt; Straßenfläche in Hamburg-Altstadt und Hamburg-Neustadt; die Grenze von St. Georg verläuft am nördlichen Rand der Böschung der Hamburg-Altonaer Verbindungsbahn, sodass kein Anteil an der Straßenverbindung besteht; der Name bezeichnet auch die Zufahrten zur Brücke und nicht nur das Brückenbauwerk an sich; Teil des Rings 1 | Lombardsbrücke                                        |
| Magdalenenstraße (Lage)                 | M012               | 0575                   | Catharina Magdalena Böckmann (1777–1864), Ehefrau des Oberalten Johann Hinrich Böckmann                                                 | 1860                           | | Magdalenenstraße                                      |
| Martin-Luther-King-Platz (Lage)         | M378               | 0065 × 20              | Martin Luther King (1929–1968), US-amerikanischer Baptistenpastor und Bürgerrechtler                                                    | 1974                           | | Martin-Luther-King-Platz                              |
| Milchstraße (Lage)                      | M189               | 0320                   | nach dem Volksmund entstanden, möglicherweise wohnten in der Straße zahlreiche Milchhändler                                             | 1858                           | | Milchstraße                                           |
| Mittelweg (Lage)                        | M210               | 1430 (im Stadtteil)    | nach einer volkstümlichen Bezeichnung zur Unterscheidung mehrerer parallel verlaufender Straßen nach Harvestehude                       | 1858                           | nördlich der Hallerstraße in Harvestehude | Mittelweg (Rotherbaum)                                |
| Mollerstraße (Lage)                     | M239               | 0160                   | Ulrich Philipp Moller (1836–1926), Jurist und Politiker                                                                                 | 1910                           | | Mollerstraße (im Hintergrund der Heinrich-Hertz-Turm) |
| Monetastraße (Lage)                     | M243               | 0110                   | Ernesto Teodoro Moneta (1833–1918), italienischer Politiker und Friedensnobelpreisträger                                                | 1948                           | | Monetastraße                                          |
| Moorweidenstraße (Lage)                 | M283               | 0625                   | nach dem Flurnamen „Moorweide“ | 1878                           | | Moorweidenstraße                                      |
| Neue Rabenstraße (Lage)                 | N050               | 0240                   | nach dem Wirtshaus „Die neue Rabe“ | 1858                           | | Neue Rabenstraße                                      |
| Neuer Jungfernstieg (Lage)              | N060               | 0065 (im Stadtteil)    | in Anlehnung an den benachbarten Jungfernstieg                                                                                          | 1827                           | südlicher Teil ab Esplanade in Neustadt | Neuer Jungfernstieg                                   |
| Papendamm (Lage)                        | P022               | 0250                   | nach einer Flurbezeichnung und einem Pächter oder Eigentümer namens Pape                                                                | 1870                           | | Papendamm                                             |
| Platz der jüdischen Deportierten (Lage) | –                  | 0125 x100 x75          | nach dem 1941 von den Nationalsozialisten genutzten Platz als Sammelstelle zur Deportation jüdischer Bürger in die Vernichtungslager    | 1989                           | | Platz der jüdischen Deportierten (Hamburg-Rotherbaum) |
| Pöseldorfer Weg (Lage)                  | P149               | 0305 (im Stadtteil)    | Herkunft unklar, vermutlich nach einer volkstümlichen Bezeichnung                                                                       | 1858                           | nördlich der Alsterchaussee in Harvestehude | Pöseldorfer Weg (Rotherbaum)                          |
| Rappstraße (Lage)                       | R049               | 0260                   | Carl Friedrich Theodor Rapp (1834–1888), Kaufmann und Senator                                                                           | 1890                           | | Rappstraße                                            |
| Reinfeldstraße (Lage)                   | R130               | 0160                   | nach einem vom Grundeigentümer festgelegten Namen                                                                                       | 1880                           | | Reinfeldstraße                                        |
| Rentzelstraße (Lage)                    | R158               | 0455 (im Stadtteil)    | Peter Rentzel (1610–1662), Jurist und Ratsherr                                                                                          | 1899                           | südlich der Rentzelstraßenbrücke in St. Pauli | Rentzelstraße                                         |
| Rentzelstraßenbrücke (Lage)             | –                  | 0050                   | in Anlehnung an die Rentzelstraße | 1899                           | überquert im Zuge der Rentzelstraße die Gleise von Fern- und S-Bahn | Rentzelstraßenbrücke                                  |
| Rothenbaumchaussee (Lage)               | R316               | 1230 (im Stadtteil)    | nach einem rot angestrichenen Schlagbaum am Dammtor                                                                                     | 1858                           | Sitz diverser Einrichtungen wie dem Museum am Rothenbaum oder dem NDR; nördlich der Hallerstraße in Harvestehude | Rothenbaumchaussee                                    |
| Rutschbahn (Lage)                       | R379               | 0415                   | nach einem ehemaligen, hier gelegenen Wirtshaus „Zur Rutschbahn“                                                                        | 1874                           | | Rutschbahn                                            |
| Schlüterstraße (Lage)                   | S220               | 0855                   | David Schlüter (1758–1844), Hamburger Bürgermeister von 1835 bis 1843                                                                   | 1892                           | | Schlüterstraße                                        |
| Schröderstiftstraße (Lage)              | S292               | 0575                   | nach der Lage an dem von Johann Heinrich Schröder (1784–1883) errichteten Stift                                                         | 1858                           | | Schröderstiftstraße                                   |
| Schröderstiftweg (Lage)                 | S854               | 0160                   | in Anlehnung an die Schröderstiftstraße                                                                                                 | 1973                           | | Schröderstiftweg                                      |
| Sedanstraße (Lage)                      | S370               | 0285                   | zur Erinnerung an den Sieg deutscher Truppen über französische Streitkräfte bei Sedan im September 1870                                 | 1899                           | | Sedanstraße                                           |
| Siegfried-Wedells-Platz (Lage)          | S935               | 0110 x100 x85          | Siegfried Wedells (1848–1919), Unternehmer und Kunstsammler                                                                             | 2003                           | | Siegfried-Wedells-Platz                               |
| Tesdorpfstraße (Lage)                   | T048               | 0295                   | Adolph Tesdorpf (1811–1887), Kaufmann und Senator                                                                                       | 1898                           | | Tesdorpfstraße                                        |
| Theodor-Heuss-Platz (Lage)              | T055               | 0120 × 70              | Theodor Heuss (1884–1963), FDP-Politiker, von 1949 bis 1959 erster deutscher Bundespräsident                                            | 1965                           | | Theodor-Heuss-Platz                                   |
| Turmweg (Lage)                          | T183               | 0280                   | nach dem Turm der St. Johannis-Kirche, auf den die Straße zuführt                                                                       | 1890                           | | Turmweg                                               |
| Von-Melle-Park (Lage)                   | V105               | 0170 x155 x80          | Werner von Melle (1853–1937), Jurist, Senator und Hamburger Bürgermeister                                                               | 1961                           | | Von-Melle-Park                                        |
| Warburgstraße (Lage)                    | W070               | 0505                   | Max Warburg (1867–1946), Bankier | 1947                           | | Warburgstraße                                         |